# Mossai Sanguma
 (janvier 2025).
Mossaï Temongonde Sanguma est un pasteur chrétien évangélique de la Communauté évangélique de l'Ubangi-Mongala, membre de l'Église du Christ au Congo, professeur d'université et homme politique congolais (RDC).
Le 15 mars 2019, il a été élu sénateur pour la Province du Sud-Ubangi. Il a été élu deuxième vice-président du bureau définitif du Sénat le 2 mars 2021.

## Biographie

### Naissance et origines
Mossaï Sanguma est né à Bongabo, province du Nord-Ubangi (RDC) le 26 janvier 1960 d'une mère congolaise Marthe Olofio Sanguma (décédée en 1997) et d'un père congolais, Paul Wilita Sanguma  (décédé en 1987), tous deux originaires de Bogene, territoire de Gemena, dans l'actuelle Province du Nord-Ubangi anciennement Province de l'Équateur en RDC.
Mossaï Sanguma est diplômé d’État en Pédagogie à l’Institut Kimia de Gemena en 1979. Il décroche le diplôme de graduat à l’Institut Supérieur de Théologie Evangélique de Goyongo Bosobolo en province du Nord-Ubangi (RDC) en 1987. Mossaï Sanguma est diplômé en 1990 d'une licence en théologie à l'Université North Park Theological Seminary de Chicago, Illinois, États-Unis.
De 2000 à 2003, Mossaï Sanguma étudie au Fuller Theological Seminary de Pasadena, Californie, États-Unis. Il est nommé pasteur titulaire de la paroisse de Wholicare Church, une église de la diversité ethnique située à Pasadena. Il occupe également le poste de coordonnateur du Global Research Institute et des services des étudiants internationaux au Fuller Theological Seminary à Pasadena. En 2003, il obtient un doctorat en philosophie des études interculturelles (Missiologie – School of World Mission).

### Professeur d'université
Depuis 2003, Mossaï Sanguma est professeur de Science de la Mission, Œcuménisme et Science des Religions à l'Université Protestante au Congo de Kinshasa (RDC). Il est professeur à la Faculté de Théologie Evangélique de Bangui (FATEB) en République centrafricaine de 2004 à 2007.
En 2008, Mossaï Sanguma co-fonde l'Université Protestante de l'Ubangi à Gemena (UPU/GNA). Il en devient le recteur jusqu'en 2012. Il y siège depuis comme membre du conseil d'administration. Professeur en études interculturelles à l'UPU/GNA, Mossaï Sanguma y enseigne les matières telles que la contextualisation, l'ethnicité, la philosophie contemporaine et l'anthropologie.

### Vie professionnelle et pastorale
Mossaï Sanguma passe sa jeunesse à Karawa, dans le Nord-Ubangi. De 1987 à 1997, il est pasteur dans la paroisse Centre Ipok à Gemena. Il est aumônier général des écoles du centre Ipok à Gemena de 1990 à 1998. Il est ordonné pasteur en 1987 par la Communauté évangélique de l'Ubangi-Mongala (CEUM).
À son retour en RDC en 2004, Mossaï Sanguma est élu Président et représentant légal de la 51e Communauté Évangélique de l'Ubangi-Mongala (CEUM), fonction qu'il occupera jusqu'en 2012. La CEUM est une composante de l'Église du Christ au Congo.
De 2010 à 2012, Mossaï Sanguma est secrétaire général chargé du département des soins de santé à l’Eglise du Christ au Congo. De 2012 à 2015, Mossaï Sanguma est Directeur de la Région Nord-Ouest de World Vision International en RDC.
En 2015, il est nommé Directeur Général Adjoint de la Fondation Rawji en RDC, poste qu'il occupera jusqu'en 2019.

### Fonctions politiques
Le 15 mars 2019, Mossaï Sanguma est élu sénateur pour la Province du Sud-Ubangi. Le 2 mars 2021, Mossaï Sanguma est élu deuxième vice-président du bureau définitif du Sénat à l'issue du second tour de l'élection organisée à la chambre haute du Parlement.

## Publications
- Toward a Mission Theology of Reconciliation in an African Context of Ethnic Conflict. Ph. D. Pasadena, California, Fuller Theological Seminary, 2003[15].
- Identité tribale, menace ou richesse pour l’unité chrétienne et le processus de reconstruction nationale, in Réconciliation : Gage pour la reconstruction, Kinshasa, C.E.D.I, 2006[16].
- Poverty, political instability and ethnic conflict in mission theology from African perspective, 2021[17].
- Covenant partnership in Africa, 2021[17].

## Vie privée
Mossaï Sanguma est marié à Jeanne Sabuli Sanguma depuis 1981. Ils ont 5 enfants, Sharufa Sanguma, Nyenemo Sanguma, Lidia Sanguma, Wilita Sanguma et Gene Sanguma.